# Bledisloe Cup 1997
La Bledisloe Cup 1997 fu la 36ª edizione del torneo che vede di fronte le nazionali di rugby a 15 di Australia e Nuova Zelanda.
Si tenne su tre incontri disputatisi tra il 5 luglio e il 16 agosto 1997, gli ultimi due dei quali disputati nel corso del Tri Nations 1997.
La Nuova Zelanda vinse il trofeo con 3 vittorie su altrettante gare.
| Arbitro: | Ed Morrison |

|                            |      |           |
| Z. Brooke (2) Kronfeld (2) | mt   | Horan     |
| Spencer (2)                | tr   | Eales     |
| Spencer (2)                | c.p. | Eales (2) |

| Arbitro: | Ed Morrison |

|                  |      |                     |
| J. Little Gregan | mt   | Cullen Wilson Bunce |
| Burke            | tr   | Spencer (3)         |
| Burke (2)        | c.p. | Spencer (4)         |

| Arbitro: | Joël Dumé |

|                                     |      |                                    |
| Randell 20’ Cullen 24’ Marshall 31’ | mt   | 42’ Roff 47’, 69’ Larkham 77’ Tune |
| Spencer 20’, 24’, 31’               | tr   | 47’, 69’ Knox                      |
| Spencer 2’, 9’, 18’, 23’, 38’       | c.p. |                                    |